# Musée international d'art naïf de Magog
Pour les articles homonymes, voir Musée d'art naïf.
Le musée international d'art naïf de Magog est un musée consacré à l'art naïf situé à Magog, Québec, Canada.

## Présentation
Le musée a été fondé en 2002 par Yvon M. Daigle et inauguré le 25 septembre 2002. En juin 2012, il déménage dans les bâtiments du Centre d'arts visuels de Magog.
Le musée propose régulièrement des expositions temporaires comme  Imaginaïves , Nouvelles acquisitions , J'aurais aimé être là  en 2013, ou encore, Et si la France m'était contée en 2023.
Le musée conserve près de 800 œuvres réalisées par 271 artistes provenant de 34 pays , entre autres : Jean Daigle, Yvon M. Daigle, Denise Hubert, Claudine Loquen, Raymonde Hébert-Bernier, Médard Cormier, Bernard Vercruyce.